# 앤터니 존스턴
앤터니 존스턴(영어: Antony Johnston, 1972년 8월 25일 ~ )은 영국 출신의 만화 스토리 작가이다. 《웨이스트랜드》, 《가장 추운 도시》 등의 그래픽노블과 《데드 스페이스》 시리즈, 앨런 무어와의 합작 등이 그의 대표작이다.